# 5847 Wakiya
5847 Wakiya este un asteroid din centura principală de asteroizi.

## Descriere
5847 Wakiya este un asteroid din centura principală de asteroizi. A fost descoperit pe 18 decembrie 1989 la Kitami de Kin Endate și Kazuro Watanabe. Asteroidul prezintă o orbită caracterizată de o semiaxă mare de 2,54 ua, o excentricitate de 0,30 și o înclinație de 6,6° în raport cu ecliptica.